# Ilia Topuria
Ilia Topuria (în georgiană ილია თოფურია;  n. 21 ianuarie 1997, Halle Westfalen, Germania) este un luptător profesionist de arte marțiale mixte georgian născut în Germania și crescut în Spania. În prezent, luptă în categoria ușoară din Ultimate Fighting Championship (UFC) unde reprezintă oficial Georgia natală.  Începând cu 28 iunie 2025, este campionul neînvins din UFC la categoria ușoară. 

## Biografie
Topuria s-a născut în Halle Westfalen, Germania     din părinți georgieni.  La vârsta de șapte ani s-a mutat în Georgia împreună cu familia, unde a început să practice luptele greco-romane la școală.  La vârsta de 15 ani s-a mutat să locuiască în Alicante, o provincie din Spania, unde a început să practice artele marțiale la Climent Club.  În 2015, a debutat ca profesionist în competițiile locale. 

## Cariera de arte marțiale mixte

### Primii ani
După ce și-a început cariera cu 4 victorii consecutive pe scena regională spaniolă și a câștigat o centură în promovarea Mix Fight Events. În 2018 a avut prima sa luptă internațională în Cage MMA Finlanda.  În același an, în mai, a devenit prima centură neagră georgiană în Jiu-jitsu brazilian alături de fratele său Alex Topuria. Luni mai târziu, a primit oportunitatea de a lupta pentru Cage Warriors Bantamweight Championship la Lotto Arena din Antwerp, Belgia. Ilia nu a reușit atunci să facă greutatea convenită așa că, deși a câștigat rapid lupta, nu a primit centura. 
În 2019 a semnat cu Brave Combat Federation. Ilia și-a făcut debutul în promovarea la Bogota, Columbia,  învingându-l pe adversarul Luis Gomez în prima rundă prin predare;  ceea ce îl determină să obțină premiul pentru cea mai bună performanță a serii.  Pe 15 noiembrie 2019, în Bahrain, a câștigat a doua sa luptă în BRAVE, învingându-l pe Steven Goncalves prin KO în prima rundă.  

### Ultimate Fighting Championship
Topuria a debutat în UFC înlocuindu-l pe Seung Woo Choi, a luat o luptă cu un preaviz scurt împotriva lui Youssef Zalal pe 11 octombrie 2020 la UFC Fight Night: Moraes vs. Sandhagen.  Topuria a câștigat lupta prin decizie unanimă. 
Topuria s-a confruntat cu Damon Jackson pe 5 decembrie 2020, la UFC on ESPN: Hermansson vs. Vettori.  A câștigat lupta prin knockout în prima rundă. 
Topuria s-a confruntat Ryan Hall pe 10 iulie 2021, la UFC 264.  A câștigat lupta prin knockout în runda întâi. 
Topuria era programat să îl înfrunte Movsar Evloev pe 22 ianuarie 2022, la UFC 270.  Cu toate acestea, Evloev s-a retras din luptă din motive nedezvăluite și  a fost înlocuit de Charles Jourdain.  Totuși, Topuria a fost scos din programarea acelui eveniment din cauza unei probleme medicale legate de scăderea greutății și meciul a fost anulat. 
Topuria s-a confruntat cu Jai Herbert, înlocuindu-l pe Mike Davis, pe 19 martie 2022, la UFC Fight Night 204.  Topuria a suferit un knockout de la o lovitură la cap în runda întâi, dar și-a revenit și a câștigat lupta prin knockout în runda a doua.  Cu această victorie, a primit premiul Performance of the Night. 
Topuria era programat să lupte împotriva lui Edson Barboza pe 29 octombrie 2022, la UFC Fight Night 213.  Cu toate acestea, Barboza s-a retras la sfârșitul lunii septembrie din cauza unei accidentări la genunchi și meciul a fost anulat.
Topuria l-a înfruntat pe Bryce Mitchell pe 10 decembrie 2022, la UFC 282.  A câștigat lupta prin predare în runda a doua.  Această victorie i-a adus premiul Performance of the Night. 
Topuria era programat inițial să-l înfrunte pe Josh Emmett pe 17 iunie 2023, la UFC on ESPN 47.  Cu toate acestea, promovarea a anunțat mai târziu că meciul a fost mutat la evenimentul UFC on ABC: Emmett vs. Topuria pe 24 iunie 2023.  A câștigat lupta printr-o decizie unanimă.  Lupta ia adus premiul Fight of the Night. 

### Campion la categoria pană
Topuria era programat să-l înfrunte pe Alexander Volkanovski pe 20 ianuarie 2024, pentru Campionatul UFC din categoria pană la UFC 297.  Cu toate acestea, organizația a decis ca Volkanovski să-l înfrunte pe Islam Makhachev pentru Campionatul UFC din categoria ușoară la UFC 294.  Drept urmare, această luptă a fost amânată cu o lună pentru a avea loc la UFC 298. 
Pe 17 februarie 2024, la UFC 298, Topuria a cucerit titlul din UFC la categoria pană învingându-l pe Volkanovski prin knockout în runda a doua. Această victorie a marcat sfârșitul domniei de patru ani a lui Volkanovski ca campion la greutatea pană.   Această luptă i-a adus un alt premiu Performanța Serii. 
Topuria și-a apărat titlul de campion UFC la categoria pană împotriva fostului campion Max Holloway pe 26 octombrie 2024, la UFC 308. A câștigat lupta prin knockout în runda a treia, ceea ce a dus la prima înfrângere prin knockout din cariera lui Holloway. Această luptă i-a adus un alt premiu pentru Performanța Serii.
În ciuda zvonurilor despre o revanșă între Topuria și Volkanovski, pe 19 februarie 2025, s-a anunțat că Topuria va renunța la campionatul din categoria pană imediat cu începutul evenimentului principal de la UFC 314. Președintele UFC, Dana White, a explicat anunțul neașteptat a lui Topuria, invocând dificultățile în a slăbi, lipsa de interes pentru competiția din divizie și dorința de a avansa definitiv la categoria ușoară.

### Campion la categoria ușoară
Topuria l-a înfruntat pe fostul campion UFC la categoria ușoară, Charles Oliveira, pentru titlul vacant pe 28 iunie 2025, la UFC 317. L-a învins pe Oliveira prin knockout la 2:27 din prima rundă, câștigând Campionatul UFC la categoria ușoară, devenind al zecelea campion multi-divizie din istoria UFC. Această luptă i-a adus un alt premiu pentru Performanța Serii.

## Rezultate în MMA
| Rezultate profesioniste |             |              |
| 17 meciuri              | 17 victorii | 0 înfrângeri |
| Prin knockout           | 7           | 0            |
| Prin predare            | 8           | 0            |
| La puncte               | 2           | 0            |

| Rezultat | La general | Adversar                  | Metodă                             | Eveniment                                | Data              | Runda | Timp | Locația                          | Note |
| -------- | ---------- | ------------------------- | ---------------------------------- | ---------------------------------------- | ----------------- | ----- | ---- | -------------------------------- | --- |
| Victorie | 17–0       | Charles Oliveira          | KO (pumni)                         | UFC 317                                  | 28 iunie 2025     | 1     | 2:27 | Las Vegas, Nevada, SUA           | Revine în categoria Lightweight. Câștigă centura UFC Lightweight Championship vacantă. Performance of the Night.                     |
| Victorie | 16–0       | Max Holloway              | KO (pumni)                         | UFC 308                                  | 26 octombrie 2024 | 3     | 1:34 | Abu Dhabi, Emiratele Arabe Unite | Apără centura UFC Featherweight Championship. Performance of the Night. Ulterior, a renunțat la titlu pe 12 aprilie 2025.            |
| Victorie | 15–0       | Alexander Volkanovski     | KO (pumn)                          | UFC 298⁠(d)                               | 17 februarie 2024 | 2     | 3:32 | Anaheim, California, SUA         | Câștigă centura UFC Featherweight Championship. Performance of the Night.                                                            |
| Victorie | 14–0       | Josh Emmett⁠(d)            | Decizie (unanimă)                  | UFC on ABC: Emmett vs. Topuria⁠(d)        | 24 iunie 2023     | 5     | 5:00 | Jacksonville, Florida, SUA       | Fight of the Night. |
| Victorie | 13–0       | Bryce Mitchell⁠(d)         | Predare (arm-triangle choke)       | UFC 282⁠(d)                               | 10 decembrie 2022 | 2     | 3:10 | Las Vegas, Nevada, SUA           | Revine în categoria pană. Performance of the Night.                                                                                  |
| Victorie | 12–0       | Jai Herbert⁠(d)            | KO (pumni)                         | UFC Fight Night: Volkov vs. Aspinall⁠(d)  | 19 martie 2022    | 2     | 1:07 | Londra, Anglia                   | Debut în categoria ușoară. Performance of the Night.                                                                                 |
| Victorie | 11–0       | Ryan Hall⁠(d)              | KO (pumni)                         | UFC 264⁠(d)                               | 10 iulie 2021     | 1     | 4:47 | Las Vegas, Nevada, SUA           | |
| Victorie | 10–0       | Damon Jackson⁠(d)          | KO (pumn)                          | UFC on ESPN: Hermansson vs. Vettori⁠(d)   | 05 decembrie 2020 | 1     | 2:38 | Las Vegas, Nevada, SUA           | |
| Victorie | 9–0        | Youssef Zalal⁠(d)          | Decizie (unanimă)                  | UFC Fight Night: Moraes vs. Sandhagen⁠(d) | 11 octombrie 2020 | 3     | 5:00 | Abu Dhabi, Emiratele Arabe Unite | |
| Victorie | 8–0        | Stephen Goncalves         | KO (pumni)                         | Brave CF 29                              | 15 noiembrie 2019 | 1     | 3:42 | Madinat 'Isa, Bahrain            | |
| Victorie | 7–0        | Luis Gomez                | Predare (triangle straight armbar) | Brave CF 26                              | 7 septembrie 2019 | 1     | 1:15 | Bogotá, Columbia                 | Revine la categoria pană. |
| Victorie | 6–0        | Brian Bouland             | Predare tehnică (anaconda choke)   | Cage Warriors 94                         | 16 iunie 2018     | 1     | 1:39 | Antwerp, Belgia                  | Pentru centura vacantă din Cage Warriors⁠(d); Topuria a ratat greutatea (139,4 livre) și nu a fost eligibil pentru a câștiga centura. |
| Victorie | 5–0        | Mika Hamalainen           | Predare (guillotine choke)         | CAGE 43                                  | 28 aprilie 2018   | 1     | 3:35 | Helsinki, Finlanda               | Debut în categoria cocoș. |
| Victorie | 4–0        | Jhon Guarin               | Predare (guillotine choke)         | Mix Fight Events 2                       | 5 noiembrie 2016  | 2     | 2:50 | Valencia, Spania                 | Câștigă centura vacantă din MFE la categoria pană.                                                                                   |
| Victorie | 3–0        | Daniel Vasquez            | Predare (rear-naked choke)         | Mix Fight Events                         | 7 mai 2016        | 1     | 1:50 | Alicante, Spania                 | Luptă acordată la 141 de livre. |
| Victorie | 2–0        | Kalil Martin El Chalibi   | Predare (rear-naked choke)         | Climent Show MMA 4                       | 9 mai 2015        | 1     | 1:03 | Alicante, Spania                 | |
| Victorie | 1–0        | Francisco Javier Asprilla | Predare (triangle choke)           | West Coast Warriors                      | 4 aprilie 2015    | 1     | 3:30 | Valencia, Spania                 | Debut în categoria pană. |